# Nikolai Michailowitsch Charitonow

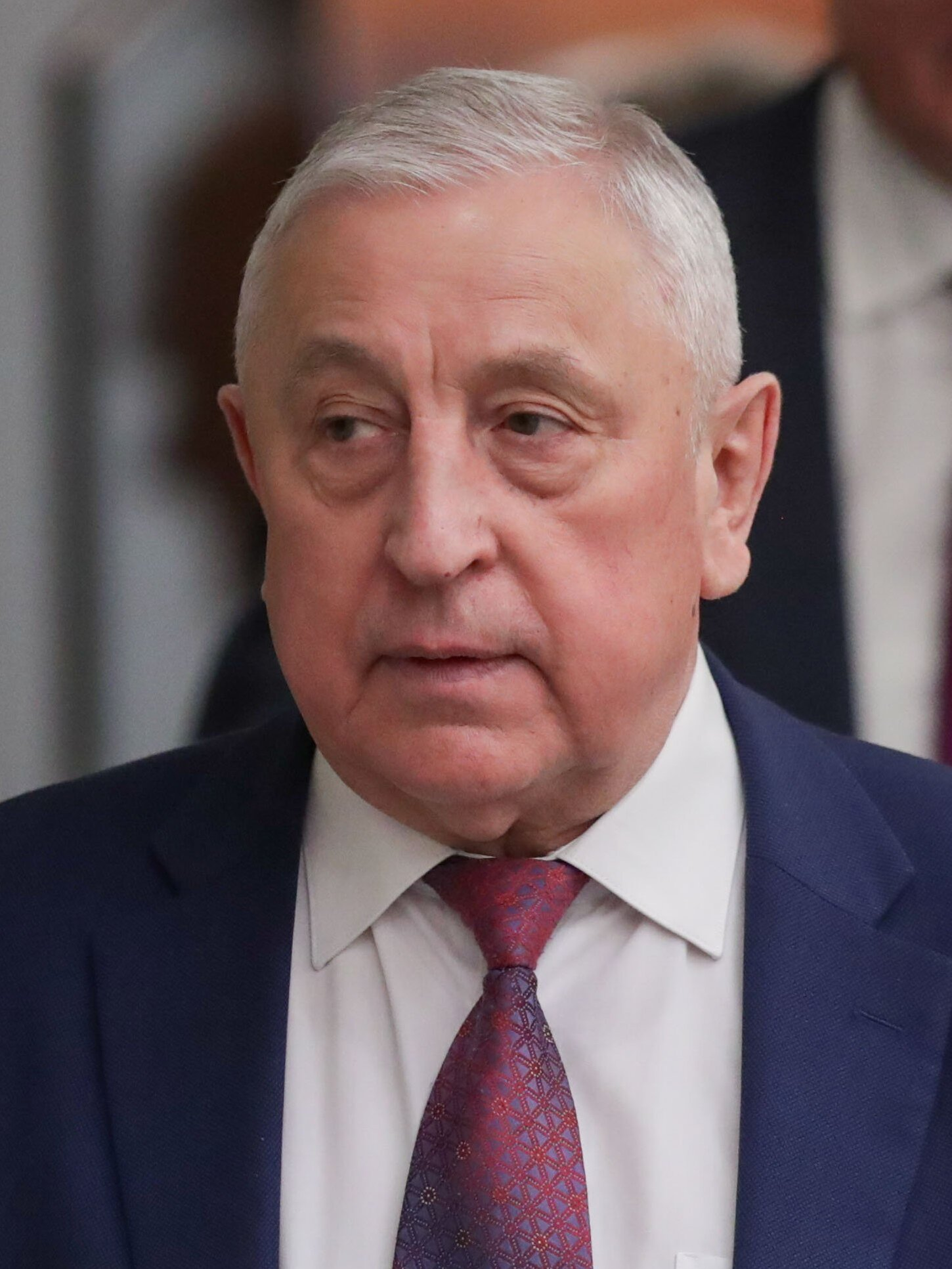
Nikolai Charitonow (2024)

Nikolai Michailowitsch Charitonow (russisch Никола́й Миха́йлович Харито́нов; * 30. Oktober 1948 im Dorf Resino, Rajon Ust-Tarka, Oblast Nowosibirsk, Russische Sozialistische Föderative Sowjetrepublik, UdSSR) ist ein russischer Politiker, Mitglied der Kommunistischen Partei der Russischen Föderation (KPdRF) und seit 1993 Abgeordneter der Staatsduma.

## Biographie
Charitonow absolvierte die Nowosibirsker Staatliche Agraruniversität. Von 1972 bis 1994 arbeitete er als Agronom und anschließend als Direktor eines landwirtschaftlichen Großbetriebs in der Oblast Nowosibirsk.
1990 wurde Charitonow als Volksabgeordneter der Fraktion „Agrarunion“ in die Duma der RSFSR gewählt. Er war einer der Gründer der Agrarpartei Russlands im Jahr 1993.

Präsidentschaftskampagnenlogo von Charitonow

1995 schloss Charitonow die Russische Akademie für Volkswirtschaft und Öffentlichen Dienst beim Präsidenten der Russischen Föderation ab. Bei den Präsidentschaftswahlen 1996 unterstützte er die Kandidatur von Gennadi Sjuganow.
Im Dezember 1999 zog Charitonow als Abgeordneter der Kommunistischen Partei in die Duma der dritten Einberufung ein. Vier Jahre später wiederholte er diesen Erfolg.
Bei den Präsidentschaftswahlen 2004 wurde Charitonow als Spitzenkandidat der Kommunistischen Partei ins Wahlrennen geschickt. Er bekam mehr als 14 Prozent der Stimmen und belegte hinter Wladimir Putin den zweiten Platz.
2007 verließ Charitonow aus Protest die Agrarpartei, weil diese angeblich mit der regierenden Partei „Einiges Russland“ eng kollaboriert hätte. Im November 2008 trat er der Kommunistischen Partei bei und gehörte fortan dem Präsidium des Zentralkomitees an.
2011 wurde er als Abgeordneter der Staatsduma der sechsten Einberufung gewählt und übernahm die Leitung des Ausschusses für Regionalpolitik der Föderationskreise Nordwestrussland und Ferner Osten. 2016 schaffte er erneut den Einzug ins Unterhaus der Föderationsversammlung und repräsentierte hier die Region Krasnodar.
Im Dezember 2023 erhielt er den Titel Held der Arbeit der Russischen Föderation.
Bei den Präsidentschaftswahlen 2024 trat Charitonow erneut als Spitzenkandidat der KPdRF an und erreichte das zweitbeste Ergebnis hinter Amtsinhaber Putin.

## Privates
Charitonow ist verheiratet und hat vier Kinder.